# Зельтисберг
Зельтисберг (нем. Seltisberg) — коммуна в Швейцарии, в кантоне Базель-Ланд.
Входит в состав округа Листаль. Население составляет 1301 человек (на 31 декабря 2018 года). Официальный код — 2833.